# 心爱的公主
《心爱的公主》（直译：「宝石般的女子」）是一首泰国诗琳通公主的颂歌，于2015年诗琳通公主60岁寿辰期间公布。由艺术家和青年志愿者组织Bua Lam发行，演唱者为塔娜蓬·卫巴芸。歌词中描述了诗琳通公主的亲民事迹。
该歌曲MV中所使用的图片为泰国皇家摄影学会会长尼迪功·蓋威遷所拍摄的摄影作品《诗琳通公主肖像》。

## 创作背景
作曲家素提蓬·宋班今达说，《心爱的公主》灵感来源于诗琳通公主的“父亲足迹”，还希望在其诞辰前唱这首歌来鼓励人们。歌曲中使用的乐器为木琴。

## 翻唱
绵阳广电少儿艺术团和先锋路小学合唱团排练时需要演唱一首泰语歌曲，其中包括《心爱的公主》。2018年4月7日，绵阳市先锋路诗琳通公主小学校与吉拉达学校合作表演时演唱了这首歌曲。